# Capilla de Santa Cecilia

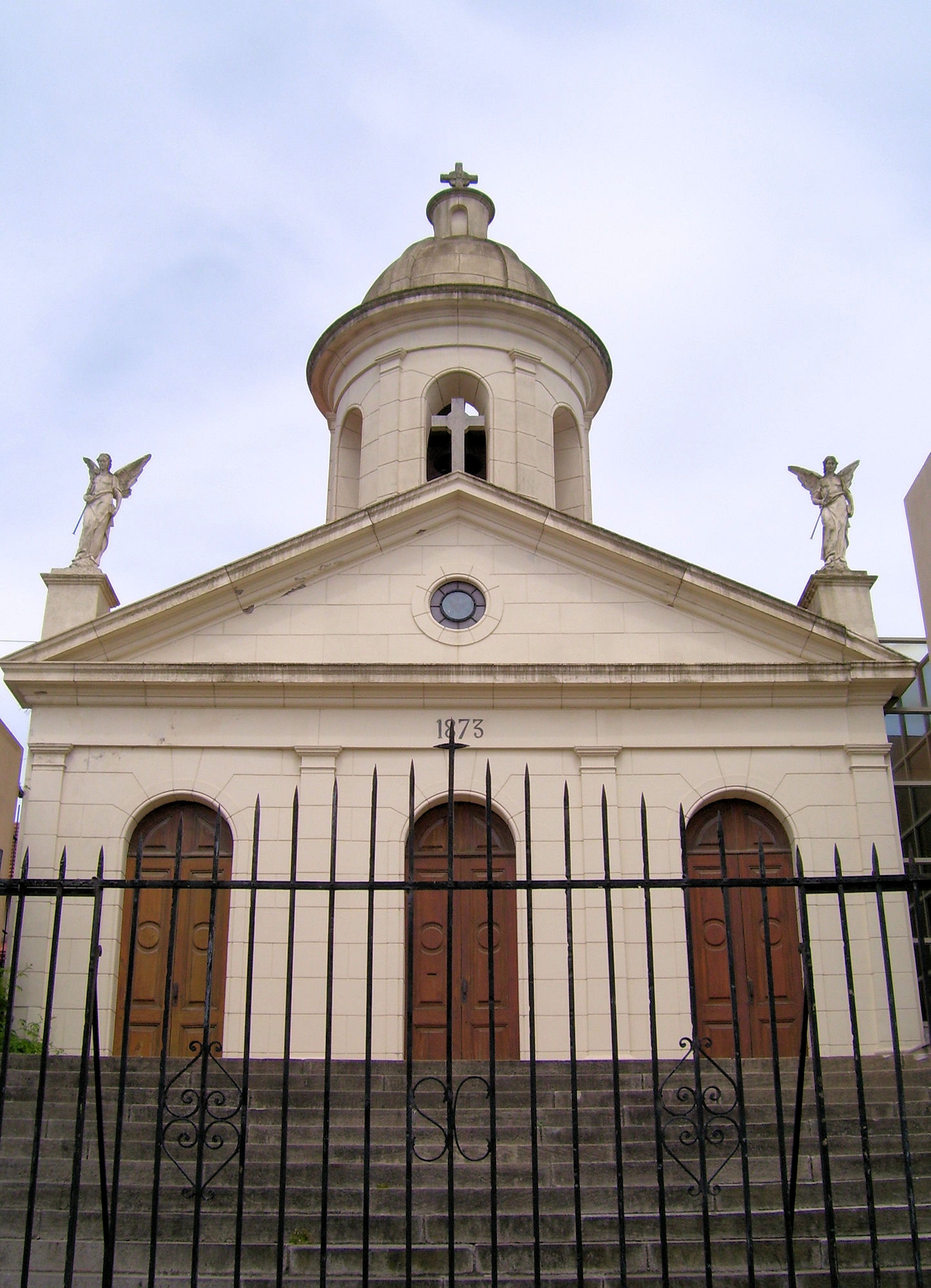

La Capilla de Santa Cecilia es el primer templo construido en la ciudad de Mar del Plata, Argentina como homenaje de su fundador a su esposa fallecida como consecuencia de su decimocuarto parto. Se construyó en 1873 un año antes de la fundación de la localidad y sirvió como punto de inicio para el trazado urbano.